# 地上基盤無線
地上基盤無線（ちじょうきばんむせん、TErrestrial Trunked RAdio、TETRA）は、公共安全に使用する特定用途向け業務用デジタル移動通信システムで、政府機関や、特別救急サービス、警察、消防署、救急車、鉄道輸送の従業員、運送サービス、および軍用向けに設計されている。欧州電気通信標準化機構によって1995年に公表され、欧州電気通信標準化機構 (ETSI) によって認められた。日本では、電波産業会がSTD-T80として標準化した。 
以前はTrans-European Trunked Radioと呼ばれていた。無線のトランクシステムのヨーロッパ規格であり、 プロのモバイル無線 と双方向トランシーバー仕様である。 TETRAは、政府機関、緊急サービス（ 警察 、 消防署 、 救急車 ）による公共安全ネットワーク 、鉄道ラジオの鉄道輸送スタッフ、輸送サービス、および軍隊による使用のために特別に設計された。  TETRAは、 Project 25と同様に、 ヨーロッパ版のトランク無線である。 
TETRAは、1995年に公開された最初のバージョンである、 欧州電気通信標準化機構 （ETSI）の標準である。 欧州無線通信委員会 （ERC）によって言及されている。 

## 概念
TETRAは4つのユーザー・チャネルを備えた1つの無線キャリアで、25kHzキャリア間隔の時分割多元接続を使用する。情報を送信するため、π/4 DQPSKという位相偏移変調によるデジタル変調方式を使用する。規格には、低データ・レートのデジタル・データ送信も含まれる。大規模な公共イベントや災害などにおける過負荷状態でも正常な通信が確保され、いつでも通話相手に接続できる。
携帯電話と異なり、TETRAは一対一、一対多数、多数対多数の接続が確立できる。エア・インタフェースによる暗号化とエンド・ツー・エンドの暗号化の両方をサポートする。

## 説明
TETRAは時分割多元接続 （TDMA）を使用し、1つの無線キャリアで4つのユーザーチャネルと25  キャリア間のkHz間隔。 両方のポイント・ツー・ポイントおよびポイント・ツー・マルチポイント転送を使用することができる。 低データレートでのデジタルデータ送信も標準に含まれている。 
TETRAモバイルステーション（MS）は、ダイレクトモードオペレーション（DMO）またはTETRA基地局（TBS）で構成されるスイッチングおよび管理インフラストラクチャ（SwMI）を使用したトランクモードオペレーション（TMO）を使用して通信できる。 DMOには、ネットワークカバレッジが利用できない状況で直接通信を許可するだけでなく、1つ以上のTETRA端末のシーケンスをリレーとして使用する可能性もある。 この機能は、DMOゲートウェイ（DMOからTMOへ）またはDMOリピーター（DMOからDMOへ）と呼ばれる。 緊急事態では、この機能により、地下またはカバレッジの悪いエリアでの直接通信が可能になる。 
TETRAシステムは、音声およびディスパッチサービスに加えて、いくつかのタイプのデータ通信をサポートしている。 ステータスメッセージとショートデータサービス （SDS）はシステムのメイン制御チャネルを介して提供されるが、パケット交換データまたは回線交換データ通信は、特別に割り当てられたチャネルを使用する。 
TETRAは、インフラストラクチャへの端末の認証、およびその逆の認証を提供する。 盗聴から保護するために、エアインターフェイス暗号化とエンドツーエンド暗号化が利用できる。 
一般的な操作モードは、 グループ呼び出しモードである 。このモードでは、ボタンを1回押すだけで、ユーザーが選択された呼び出しグループまたはディスパッチャのユーザーに接続される。 端末が1対1のトランシーバーとして機能することも可能であるが、通話は引き続きネットワークを使用するため、通常の範囲制限はない。 TETRA端子として作用することができる携帯電話 （ 携帯電話で） 全二重他のTETRAユーザーまたはに直接接続PSTN 。 端末に用意されている緊急ボタンを使用すると、ユーザーは緊急信号をディスパッチャに送信し、同時に行われている他のアクティビティを無効にすることができる。 

## 通信モード
TETRAデバイスがPSTN に直接接続し、携帯電話として機能できる。一対一のウォーキー・トーキーとして使用できるのが、グループ通話モードで使用される場合が多い。通話に関するボタンを押すと、ユーザーは通信を使い、グループ内の他の全部のユーザーに接続できる。緊急ボタンを押すと、ユーザーから通信指令によって緊急信号が送信され、その時で行っている他のすべての通話よりも優先される。

## メリット
他のテクノロジー（ GSMなど）に対するTETRAの主な利点は次のとおり。 
- 使用される周波数がはるかに低いため、範囲が長くなり、少数のトランスミッタで非常に高いレベルの地理的カバレッジが可能になるため、インフラストラクチャのコストが削減される。
- 音声通話中に、別のネットワークサイトに移動しても通信が中断されることはない。 これは、dPMRネットワークが通常提供する独自の機能であり、基地局がローカルコールを処理する機能など、いくつかのフォールバックモードを可能にする。 いわゆる「ミッションクリティカル」ネットワークは、すべての側面がフェールセーフ/複数冗長であるTETRAで構築できる。
- ネットワークがない場合、モバイル/ポータブルは「ダイレクトモード」を使用して、チャネルを直接共有できる（トランシーバーモード）。
- ゲートウェイモード-ネットワークに接続している単一のモバイルが、インフラストラクチャの範囲外にある他の近くのモバイルのリレーとして機能できる。 アナログラジオシステムとは異なり、この機能を実現するために専用のトランスポンダシステムは必要ない。
- TETRAは、従来のアナログ緊急サービス無線システムが提供しなかったポイントツーポイント機能も提供する。 これにより、ユーザーは、コントロールルームのオペレーター/ディスパッチャを直接関与させる必要なく、セット間で1対1のトランク「無線」リンクを使用できる。
- 1つのサブスクライバーを1つのサブスクライバーに（1対1で）接続するセルラーテクノロジーとは異なり、TETRAは1対1、1 対多 、および多対 多を実行するように構築されている。 これらの操作モードは、公共の安全と専門家のユーザーに直接関連している。
- 迅速な展開（トランスポータブル）ネットワークソリューションは、災害救援と一時的な容量のプロビジョニングに利用できる。
- ネットワークソリューションは、信頼性の高い回線交換（電話のような）アーキテクチャと、ソフト（ソフトウェア）スイッチを備えたフラットなIPアーキテクチャの両方で利用できる。

詳細については、 TETRAアソシエーション （以前のTETRA MoU）から入手できる。標準はETSIから無料でダウンロードできる。 

## 短所
主な欠点は次のとおり。 
- 他の無線サービスと共存できるようにする厳しいRF仕様を満たすためには、 線形増幅器が必要である。
- 最新の規格では、データ転送が遅いである。

どちらのオプションでも、1〜4のタイムスロットを使用できる。 異なる実装には、以前の接続機能の1つ、両方、またはなし、および1つのタイムスロット以上が含まれる。 これらのレートは、DMR、dPMR、およびP25が対応できる競合テクノロジーよりも表面的には高速である。 標準の最新バージョンは115.2をサポートしている  25のkbit / s   kHzまたは最大691.2  拡張150でのkbit / s   kHzチャンネル。 制限を克服するために、多くのソフトウェアベンダーは、重要なシグナリングにTETRAが使用され、画像とビデオの大規模なデータ同期と転送が3G / LTEで行われるハイブリッドソリューションを検討し始めた。 

## TETRAの使用法
TETRAシステムは、以下の国の公共部門で使用されている。 TETRAネットワークインフラストラクチャのインストールのみがリストされている。 TETRAはオープンスタンダードであり、これらの各ネットワークは、さまざまなサプライヤーのTETRAモバイル端末を自由に組み合わせて使用できる。 

## 技術的な詳細
その変調TETRAため、用途差動直交位相シフトキーイング 。 シンボル（ボー）レートは1秒あたり18,000シンボルであり、各シンボルは2ビットにマッピングされるため、36,000ビット/秒になる。  
位相シフトキーイングの形式が各バースト中にデータを送信するために使用されるので、送信電力が一定であると期待することは合理的に思われる。 しかしそうではない。 これは、基本的にメインキャリアの変調でのデータの繰り返しである側波帯が 、不要なスペクトルが使い果たされないようにシャープフィルターでフィルター処理されるためである。 これにより振幅変調が発生し、TETRAが線形増幅器を必要とするのはこのためである。 結果のピーク対平均（RMS）パワーの比率は3.65 dBである。非線形（または十分に非線形）の増幅器が使用されている場合、サイドバンドが再び現れ、隣接チャネルに干渉を引き起こす。 必要な線形性を実現するために一般的に使用される手法には、デカルトループと適応型プリディストーションがある。 
基地局は通常、さまざまなキャリア周波数でさまざまなモバイルから継続的に送信し、（同時に）継続的に受信する。したがって、TETRAシステムは周波数分割複信（FDD）システムである。 TETRAは、GSMのようなFDMA / TDMA（上記を参照）も使用する。 モバイルは通常、1スロット/ 4でのみ送信し、1スロット/ 4で受信する（GSMの1スロット/ 8ではなく）。 
TETRAの音声信号は8kHz時にサンプリングされる  、次に代数的コード励起線形予測 （ACELP）を使用してボコーダーで圧縮される。 これにより、4.567のデータストリームが作成される。  キロビット/秒。 このデータストリームは、送信前にエラー保護エンコードされ、ノイズのある（誤った）チャネルでも正しくデコードできる。 コーディング後のデータレートは7.2である キロビット/秒。 17/18フレーム使用時の単一のトラフィックスロットの容量。 
1つのスロットは255個の使用可能なシンボルで構成され、残りの時間は同期シーケンスとオン/オフなどで使い果たされる。 1つのフレームは4つのスロットで構成され、 マルチフレーム （持続時間は1.02秒）は18フレームで構成される。 ハイパーフレームも存在するが、主に暗号化アルゴリズムへの同期を提供するために使用される。 
ダウンリンク（つまり、基地局の出力）は通常、モバイルとの特定の通信、同期、またはその他の一般的なブロードキャストのいずれかで構成される連続的な送信である。 通常、すべてのスロットはアイドル （連続モード）であってもバーストで埋められる。 システムは毎秒18フレームを使用するが、そのうちの17のみがトラフィックチャネルに使用され、18番目のフレームはシグナリング、ショートデータサービスメッセージ（GSMのSMSなど）または同期用に予約されている。 TETRAのフレーム構造（17.65フレーム/秒）は、18,000シンボル/秒で構成される。 255シンボル/スロット; 4スロット/フレームで、17で知覚される 「振幅変調」の原因である。   Hzで、1スロット/ 4でのみ送信するモバイル/ポータブルで特に顕著である。 彼らは残りの3つのスロットを使用して周波数を切り替え、2スロット後に基地局からバーストを受信し、送信周波数（ TDMA ）に戻りる。 

### 無線周波数
| 数           | 周波数ペア（MHz） | 周波数ペア（MHz） |
| 数           | バンド1           | バンド2           |
| 緊急システム | 緊急システム      | 緊急システム      |
| ------------ | ----------------- | ----------------- |
| 1            | 380〜383          | 390〜393          |
| 2            | 383〜385          | 393〜395          |
| 市民システム |                   |                   |
| 1            | 410〜420          | 420〜430          |
| 2            | 870–876           | 915〜921          |
| ３           | 450〜460          | 460〜470          |
| 4            | 385〜390          | 395〜399.9        |

| 国             | 割り当て               | 周波数ペア（MHz）                                             |
| -------------- | ---------------------- | ------------------------------------------------------------- |
| フランス       | 民間人/民間人          | 410〜430                                                      |
| フランス       | 救急サービス           | 380〜400                                                      |
| ベルギー       | 救急サービス/民間人    | 380〜386.5、390〜396.5                                        |
| ベルギー       | 商業の                 | 410〜420                                                      |
| オランダ       | 救急サービス           | 380-386.5、390-396.5                                          |
| オランダ       | 民間/商業              | 410〜430                                                      |
| ドイツ         | 救急サービス           | DMOの場合は380〜385、390〜395、406〜410                       |
| アイルランド   | 民間人/民間人          | 385〜389.9、395〜399.9                                        |
| アイルランド   | 救急サービス           | 380〜385、390〜395                                            |
| イタリア       | 緊急サービス/軍隊      | 380〜390                                                      |
| イタリア       | 民間人/民間人          | 462                                                           |
| ノルウェー     | 救急サービス           | 380〜385、390〜395、406.1〜426、870〜876                      |
| 南アフリカ     | 救急サービス、公共事業 | 420-423                                                       |
| 英国           | エアウェーブ           | 390.0125〜394.9875、380.0125〜384.9875                        |
| 英国           | AirRadio               | 454、464、460                                                 |
| サウジアラビア |                        | 350〜370、380〜395、385〜399.99、410〜430、450〜470、870〜921 |

### エアインターフェース暗号化
機密性を提供するために、TETRAエアインターフェースはTETRA暗号化アルゴリズム（TEA）暗号の1つを使用して暗号化される。 暗号化は、機密性（盗聴からの保護）と信号の保護を提供する。 
現在、4つの異なる暗号が定義されている。 これらのTEA暗号は、ブロック暗号のTiny Encryption Algorithmとは別物である。 TEA暗号は、エクスポートと使用の制限により、利用可能性が異なる。 これらのプロプライエタリ暗号に関して公開されている詳細はほとんどない。 Riess は、TETRAの初期の設計ドキュメントで、伝送エラーを伝播しないという特性により、暗号化はストリーム暗号で行う必要があると述べている。 パーキンソン後でこれを確認し、TEAは80ビットの鍵を使用したストリーム暗号であると説明しているが、2023年7月にセキュリティコンサルティング会社であるMidnight Blue社が"TETRA:BURST"と総称する5つのセキュリティ上の欠陥を報告し、そのうちの一つであるCVE-2022-24402では、TEA1において暗号強度を80ビットから32ビットまで弱体化させる秘密のステップが含まれていることが判明した。これにより、誰でも通常のノートパソコンを用い1分程度で暗号を複合化することができる。ComputerWeeklyの記事では「意図的なバックドアであるということ以外考えにくい」としており、これに対しは欧州電気通信標準化機構は「セキュリティ基準は国家安全保障機関とともに規定されており、暗号化の強度を決定する輸出管理規制のために設計され、その対象となっておりバックドアではない」と反論している。詳細や他の脆弱性については英語版TETRAのセキュリティ上の脆弱性の項を参照されたい。
TEA1とTEA4は基本レベルのセキュリティを提供し、商用利用を目的としている。  TEA2暗号はヨーロッパの公安機関に制限されている。 TEA3暗号は、TEA2が適しているが利用できない状況向けである。 

#### 追加情報
- 地上トランクラジオ（TETRA）;音声とデータ（V + D）;パート7：セキュリティ[14]

### セルの選択

#### 画像でのセルの再選択（またはハンドオーバー）

RSSI SRT FRTセル制限（伝播遅延が超過）

この最初の表現は、低速再選択しきい値（SRT）、高速再選択しきい値（FRT）、および伝搬遅延超過パラメーターが最もありそうな場所を示している。 これらは、TETRA 基地局からの距離が増加するにつれて、減衰する無線キャリアに関連して表される。 

この図から、これらのSRTおよびFRTトリガーポイントは、それぞれのセルキャリアの減衰する無線信号強度に関連付けられている。 しきい値は、セルの再選択手順が時間どおりに行われ、進行中の通信呼び出しの通信継続性を保証するように配置されている。 

#### 最初のセルの選択

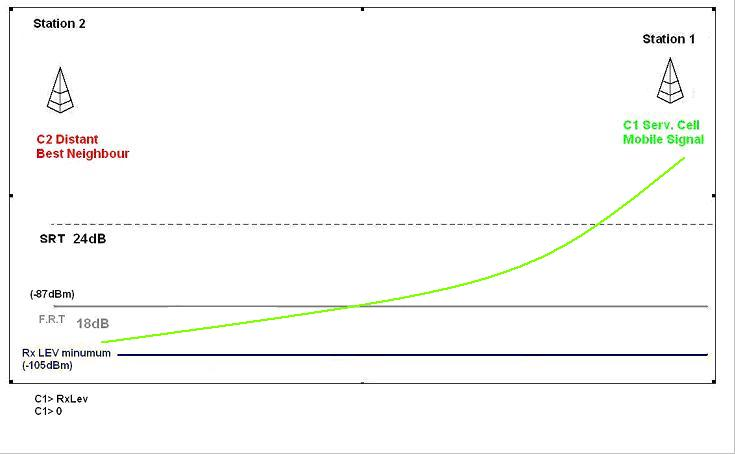
セルの初期選択

次の図は、所定のTETRA無線セルの初期選択の場所を示している。 最初のセル選択は、MLEとMACにある手順によって実行される。 セル選択が行われ、可能な登録が実行されると、 移動局 （MS）はセルに接続していると言いる。 モバイルは最初に、正のC1値を持つ任意の適切なセルを選択できる。つまり、受信信号レベルがアクセスパラメータの最小受信レベルよりも高くなっている。 
最初のセル選択手順では、MSがダウンリンクデータを確実にデコードできる（つまり、メイン制御チャネル/ MCCHで）セルと、アップリンク通信の確率が高いセルを選択するようにする。 満たさなければならない最小条件は、C1> 0である。 ネットワークへのアクセスは、セルの選択が成功することを条件とする。 
モバイルスイッチがオンになると、モバイルは基地局の1つの初期セル選択を行いる。これは、アクティブ化時の初期交換を示する。 
- EN 300 392 2 16.3.1を参照してください。基盤となるMLEサービスのアクティブ化と制御
- 注18.5.12最小RXアクセスレベル

最小受信アクセスレベル情報要素は、表18.24で定義されているように、サービングセルまたは隣接セルのいずれかのセルのSwMIで必要な最小受信信号レベルを示する。 

#### セルの改善

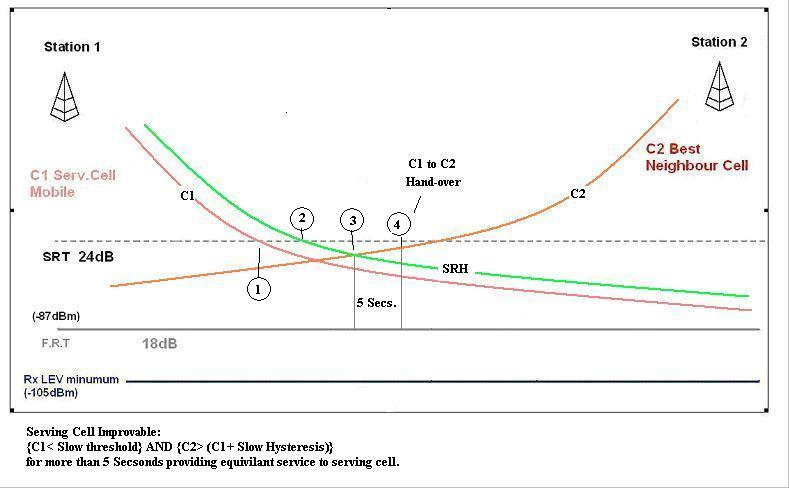
セルの改善

次の図は、特定のTETRA無線セルが放棄可能 （ 放棄 ）になる場所を示している。 サービングセルは、次の場合に放棄される。サービングセルのC1が、5秒間、無線ネットワークパラメータセル再選択パラメータ、高速再選択しきい値で定義された値を下回っており、隣接セルのC1またはC2無線ネットワークパラメータセルの再選択パラメータで定義された値だけ5秒の期間、サービングセルのC1を超える。 

#### 使用可能なセル

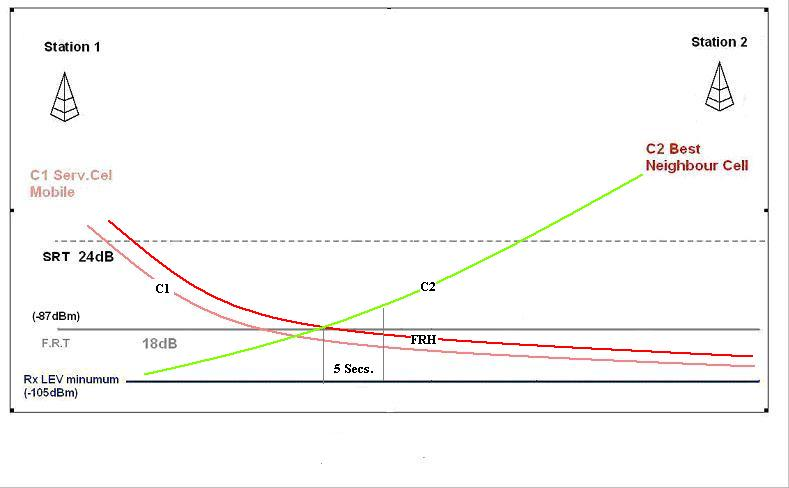
使用可能なセル

次の図は、特定のTETRA無線セルがどこで使用可能になるかを示している。 セルに十分な品質のダウンリンク無線接続がある場合、隣接セルは無線使用可能になる。 
隣接セルの無線が使用可能であると宣言するには、次の条件を満たす必要がある。隣接セルのパス損失パラメータC1またはC2は、5秒間で、高速再選択しきい値と高速再選択しきい値の合計よりも大きく、かつ隣接セルによって提供されるサービスレベルは、サービングセルのサービスレベルよりも高い。 MMがセルの再選択を要求しない限り、過去15秒以内にセルの再選択が成功することはない。 MS-MLEは、1つの隣接セルがスキャンまたは監視されるたびに、サービングセル放棄の基準をチェックする。 
次の条件により、MSは隣接セルを現在のサービングセルよりも高いサービスレベルに評価する。 
- MS加入者クラスは、隣接セルではサポートされるが、サービングセルではサポートされない。
- 隣接セルは優先セルであり、サービングセルはそうではない。
- 隣接セルは、サービングセルでサポートされていないサービス（つまり、TETRA標準音声、パケットデータ、または暗号化）をサポートし、MSはそのサービスが利用可能であることを必要とする。
- セルサービスレベルは、隣接セルの負荷がサービングセルよりも低いことを示する。

#### セル放棄可能

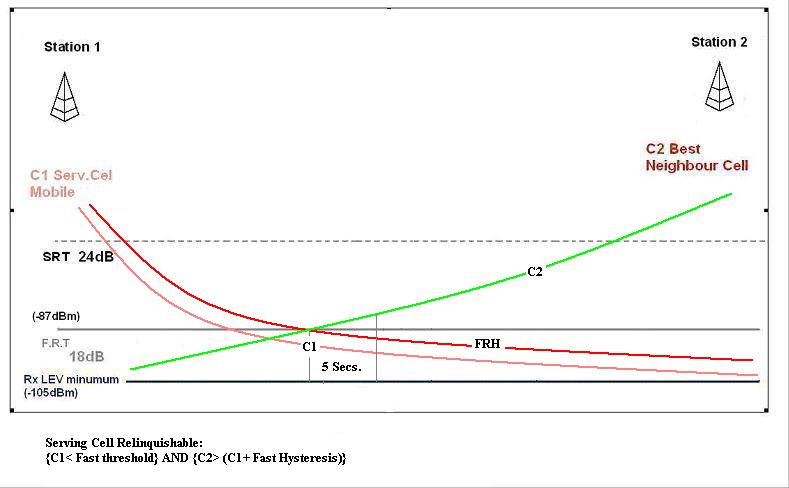
セル放棄可能

次の図は、特定のTETRA無線セルが放棄可能 （ 放棄 ）になる場所を示している。 サービングセルは、次の場合に放棄される。サービングセルのC1が、5秒間、無線ネットワークパラメータセル再選択パラメータ、高速再選択しきい値で定義された値を下回っており、隣接セルのC1またはC2無線ネットワークパラメータセルの再選択パラメータで定義された値だけ5秒の期間、サービングセルのC1を超える。 
モビリティ管理（MM）がセルの再選択を要求しない限り、過去15秒以内にセルの再選択が成功することはない。 MS-MLEは、1つの隣接セルがスキャンまたは監視されるたびに、サービングセル放棄の基準をチェックする。 

#### 無線ダウンリンク障害

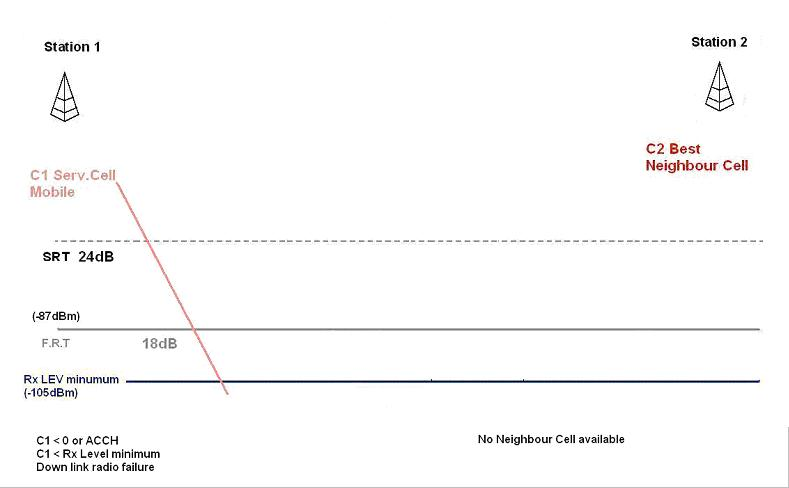
無線ダウンリンク障害

FRTしきい値に違反すると、MSは、サービングセルを放棄（または放棄）して、少なくとも使用可能な品質の別のセルを取得することが不可欠な状況になる。 つまり、移動局は、無線信号が急速に減衰していることを認識しており、無線リンク障害のために通信が終了する前に、セルを迅速に再選択する必要がある。 移動局の無線信号が最小受信レベルに違反すると、無線はユーザーにとって許容可能な通信を維持する位置になくなり、無線リンクが切断される。 
無線リンク障害：（C1 <0）。 推奨値を使用すると、これは-105 dBm未満のサービングセルレベルで満たされる。次に、適切な無線基地局を見つけるために、セル再選択手順がアクティブになる。 
| カバレッジ | パラメータ | 距離（km） | コミュニケーションの種類 |
| ---------- | ---------- | ---------- | ------------------------ |
| 市         | <4         | <8         | 歩行者/メトロ            |
| 郊外       | 10〜18     | 20〜36     | バス/電車                |
| 田舎       | 18〜31     | 36〜62     | 地域間列車               |
| 放送中     | > 32       | > 64       | 飛行中                   |
|            |            |            |                          |

## マンマシンインターフェース（MMI）

### TETRA無線端末用の仮想MMI
Java （ Java ME / CLDC ）ベースのテクノロジーを使用する特定のTETRA無線端末は、エンドユーザーに、短期間の割り当てで自分の仕事の役割を果たすために必要な通信権を提供する。 
機動性、柔軟性、および進化能力のために、公共交通機関の無線工学部門は、オープンソース、Sunが管理するJava言語仕様、および関連するワークグループを使用して、 輸送アプリケーションツールキットを作成することを選択した。 

### テトラMMI
サービスの取得では、ISID、GSSI、またはその他のTETRA関連の通信確立番号計画の完全な知識を持たずに、サービスIDを呼び出すことにより、異なる認証済みエージェントが異なるサービス間の通信チャネルを確立することを許可する。 サービスの取得は、TETRAコアネットワークに接続された通信権集中サービスまたはロール割り当てサーバーを通じて管理される。 
要約すると、TETRA MMIの目的は次のとおり。 
- 演習中の任意のエージェントが、資材の制約なしに任意の無線端末を利用できるようにする。
- エンドユーザーエージェントに特定の輸送アプリケーションソフトウェアを提供する（サービスの取得、詐欺、攻撃性の制御）。

このトランスポートアプリケーションツールキットは、TETRA通信テクノロジを使用して正常に作成され、後述する将来の公共トランスポートアプリケーション要件を保証する。 
ホーム （ メイン ）メニューは、エンドユーザーに3つの可能性を提示する。 
1. サービス取得、
2. ステータスSDS、
3. エンドユーザーパラメータ。

サービスの取得は、エンドユーザーが所持している端末を保護している間、エンドユーザーを特定の無線端末およびTETRAネットワークに仮想的にパーソナライズする手段を提供する。 
ステータスSDSは、440を生成するメカニズムをエンドユーザーに提供する。  同じ（動的または静的）グループショートサブスクライバーID（GSSI）内のメンバーまたは特定の個別ショートサブスクライバーID（ ISSI ）に割り当ての期間（1時間、毎朝のパトロール、または割り当てに割り当てられた特定の短い期間）。 利点は、各エンドユーザーが特定の端末に接続し、無線ソフトウェアプログラミングツールによる大きな再構成を必要とせずに短時間でグループ化できることである。 同様に、攻撃機能は機能するが、より高いトーン周波数（880   Hz）、およびより迅速な反復的な性質を持つため、アラートの緊急性を強調する。 
[ パラメータ ]タブは、ターミナルエンドユーザーがターゲット（事前にプログラムされたISSIまたはGSSI ）の宛先通信番号を事前構成できるようにするための重要な手段を提供する。 この事前にプログラムされた宛先番号を使用して、エンドユーザーは宛先無線端末またはロール割り当てサーバーと連絡を取り、グループ内で、またはサービス取得要求が受信され、前処理され、最終的には専用サーバーと通信する。 TETRAコアネットワークを通じてディスパッチされる。 これにより、再構成またはリサイクル構成プロセスが簡略化され、短い割り当てでの柔軟性が可能になる。 
パラメータタブはまた、詐欺や攻撃の警告の目的でワークグループの要件に一致するように事前に選択されたトーンから選択する手段を提供する。 トランスポートアプリケーションソフトウェアツールキットを使用すると、キーパッドから利用可能な任意のキーを選択して、アグレッションまたは不正クイックキーとして機能させることもできる。 不正およびアグレッションクイックキーには、それぞれアスタリスクとハッシュキーを使用することをお勧めする。 詐欺や攻撃的なトーンについては、440を使用することもお勧めする  Hz低速繰り返しトーン（空白スペース500ミリ秒）および880   Hz高速繰り返しトーン（空白スペース250ミリ秒）それぞれ。 トーンオプションは次のとおりである。   Hz、620   Hz、880   Hz、および1060   Hz。 
パラメータページには支援またはヘルプメニューがあり、パラメータ内の最後のタブには、ツールキットのバージョンと現在までのトランスポートアプリケーションツールキットの履歴が簡単に説明されている。 

### TETRA拡張データサービス（TEDS）
TETRAアソシエーションは、ETSIと協力してTEDS標準を開発した。これは広帯域データソリューションで、TETRAを拡張してデータの容量とスループットを大幅に向上させる。 TETRAが提供するものに加えて、TEDSは、さまざまな適応変調方式と、25から  kHzから150   kHz。 TEDSの最初の実装は、既存のTETRA無線スペクトルで行われ、おそらく50   kHzチャネル帯域幅により、音声およびTEDSサービスの同等のカバレッジフットプリントが可能になる。 TEDSのパフォーマンスは、広帯域データレート、広域カバレッジ、 スペクトル効率に最適化されている 。 
DSPテクノロジーの進歩により、 QAM変調を採用したマルチキャリア伝送規格が導入された。 WiMAX、Wi-Fi、TEDS規格はこのファミリの一部である。 
- JSR-118 ;
- モバイル情報デバイスプロファイル、 JSR-37 ;
- ワイヤレスメッセージングAPI、 JSR120 ;
- 接続された制限付きデバイス構成、 JSR-139 ;そして
- ワイヤレス業界向けのテクノロジー、 JTWI-185 。

## TETRAとProject 25の比較
Project 25とTETRAは、世界中の公共安全無線ネットワークと民間無線ネットワークに利用されているが、技術的な特徴と容量にはいくつかの違いがある。   
- TETRA：スペクトル効率が高い（25の4タイムスロット）ことで、人口密度の高いエリア用に最適化されている  kHz：25あたり4つの通信チャネル  kHzチャネル、スペクトルの効率的な使用）。 人口密度の高い地域に適しており、全二重の音声とデータおよびメッセージングをサポートする。しかし、それは通常、サイマルキャスト、VHFバンドでは使用できない。ただし、特定のベンダーがSimulcastとVHFをTETRAプラットフォームに導入している。 。
- P25：人口密度が低く、より広いエリアをカバーするように最適化されており、同時放送をサポートしている。ただし、データのサポートに限定される。 （フェーズ1 P25無線システムは12.5で動作する  kHzアナログ、デジタルまたは混合モード、およびP25フェーズIIは、12.5で2タイムスロットTDMA構造を使用する  kHzチャンネル。

現在、P25は53か国以上に展開されており、TETRAは114か国以上に展開されている。 